# شرکت سرمایه‌گذاری چین
شرکت سرمایه‌گذاری چین (به انگلیسی: China Investment Corporation) شرکت دولتی خدمات مالی و سرمایه‌گذاری چینی است، که به‌عنوان صندوق ثروت ملی دولت جمهوری خلق چین، وظیفه سرمایه‌گذاری و مدیریت بر بخشی از ذخایر ارزی این کشور را برعهده دارد.
شرکت سرمایه‌گذاری چین در سال ۲۰۰۷ با نمونه‌گیری از شرکت تماسک (صندوق ذخیره ارزی سنگاپور) با دارایی بیش از ۲۰۰ میلیارد دلار تاسیس شد. در ماه اوت ۲۰۱۳ دارایی‌های تحت مدیریت این شرکت بالغ بر ۵۷۵ میلیارد دلار اعلام گردید، که در حدود ۶۰٪ از این دارایی‌ها در ایالات متحده آمریکا و ۴۰٪ آن در اروپا، آسیا و کانادا مستقر بود. دفتر مرکزی شرکت سرمایه‌گذاری چین در شهر پکن قرار دارد.